# Силькпанк
Силькпанк або  Силкпанк (від Silkpunk, англ. silk + punk, «шовк» + «протест, конфлікт») — стильовий напрямок у культурі; жанр, що походить від стимпанку. Він поєднує в собі фентезі з технологіями, натхненними стародавністю Східної Азії; часто орієнтований на Китай часів династії Хань. Зосереджений на технологіях і пристроях, виготовлених з природних матеріалів, таких як шовк, і на біомеханіці. Книги, написані в цьому напрямі, включають трилоґію Кена Лю «Під прапором польової квітки»; його роман «Милість королів» виступає еталоном для цього жанру.

## Характеристики Силькпанку
Кен Лю згадує в одному з інтерв’ю ознаки походження цього жанру:
 Як і стимпанк, силькпанк є чимось середнім між науковою фантастикою та фентезі. Але в той час як стимпанк черпає натхнення з технологічної естетики хрому, скла та металу вікторіанської епохи, силькпанк черпає натхнення з класичної давнини Східної Азії. Мій роман наповнений такими технологіями, як бойові повітряні змії, які піднімають своїх дуелянтів у повітря на бамбукових (і шовкових) дирижаблях, які рухаються великими опереними пропелерами. Підводні човни, які пірнають, як кити, керовані примітивними паровими двигунами, і тунелебудівні машини, удосконалені знаннями про трави, а також такі фантастичні елементи, як боротьба богів, чарівні книги, які розповідають нам, що лежить у наших серцях, морські велетні, які приносять шторми і змушують моряків шукати безпеки на узбережжі, та фокусників, які маніпулюють димом, щоб шпигувати за розумом своїх опонентів. Словник технології силькпанк базується на органічних матеріялах, історично важливих для східноазійських (бамбук, папір, шовк) і тихоокеанських морських культур (кокоси, мушлі, корали), а технолоґічна ґраматика дотримується біомеханічних принципів, таких як винаходи всередині «Роману про три королівства». Загальна естетика — це м’якість і гнучкість, типові для культур, які населяють острови». 

## Творчість Лю Кена та сьогоднішній силькпанк
Після виграшу премії Locus у 2016 році за роман «Милість королів», Кен Лю під час презентації своєї книги в Іспанії сказав під час інтерв’ю, що хоче поєднати свою пристрасть до технологій із усією справжньою душею китайської культури. Водночас на особистому рівні автор не розглядає фентезі чи наукову фантастику як різні речі, проводячи різницю між літературою та її зв’язком із лоґікою метафор, описуючи фентезі як явні метафори, відзначаючи свою перевагу останнім.  Серед сучасних авторів, які вирішили взяти цю концепцію для побудови світу та технології у своїх роботах, є Ю Янґ, який вирішив одночасно опублікувати романи «The Red Strings of Fortune» і «The Black Tides of Heaven». Янґ згадує в інтерв’ю, що створені ним роботи відповідають естетиці, під якою походить жанр і його розповідь. Ще одне з переконань, що стоять за походженням силькпанку, випливає з інтерв’ю, в якому Кен Лю стверджує, що ставлення до Китаю західним наративом ускладнює розповідь історії, яка уникає стереотипів. Це ще одна причина, чому він вирішив щоб створити фантастичний світ, натхненний інтер’єром цього реґіону, але не аналоґічний йому. 